# 納粹集中營

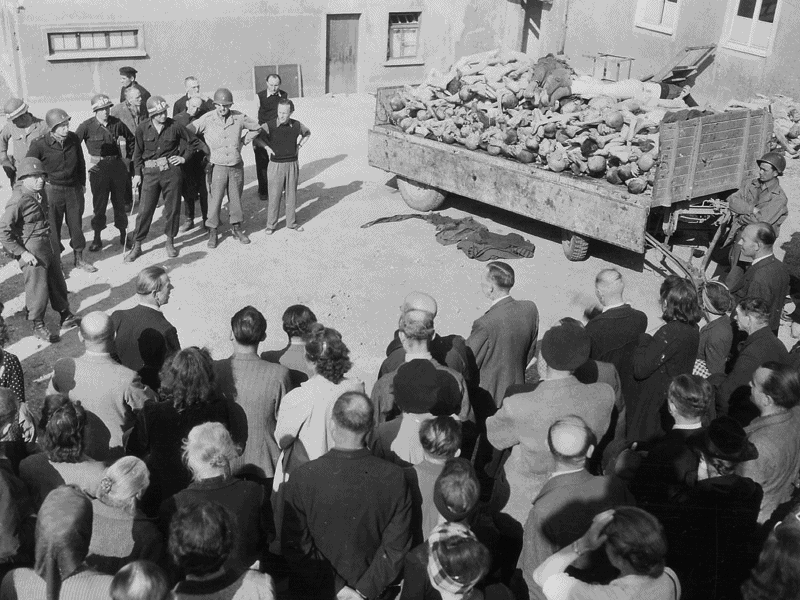
1945年4月一个集中营内堆积的尸体

纳粹集中營（德語：Konzentrationslager）指希特勒领导的纳粹德国在其领土與佔領地建立的大量集中营。这一做法最初开始于1933年的国会大厦纵火案之后，以关押政治犯和反对纳粹政权的人士。由于在1930年代德国经常不经审判就对政治反对者和其他人员进行关押，所以集中营在这一阶段发展迅速，另外，虽然没有建设过大型的监狱复合体，由于正是苏德合作时期，纳粹从其伙伴苏联那边的行之有年的劳改营取得了相当多的操作经验，大大的提高了犯人的管理以及劳力运用效率。

## 起源
集中营这一概念源自于英国在第二次布尔战争后中的做法。纳粹的集中营与“死亡营”的性质不同。死亡营是纳粹最終解決方案的产物，其目的完全是为了屠杀犹太人、吉普赛人和波兰人等民族。

## 種類
- 勞改營
- 中途營
- 戰俘營
- 「康復」營
- 人質營
- 滅絕營

## 各地主要納粹集中營
- 伯根-貝爾森集中營
- 布痕瓦尔德集中营
- 達豪集中營
- 法斯塔德集中營
- 諾因加默集中營

### 滅絕營
- 奧斯威辛集中營
- 馬伊達內克滅絕營
- 特雷布林卡滅絕營
- 切姆諾滅絕營
- 貝爾賽克滅絕營
- 索比堡滅絕營
- 瑪麗·特羅斯特內茲滅絕營
- 亞塞諾瓦茨集中營
- 亚诺夫斯卡集中營（英语：Janowska concentration camp）

## 電影
1997年的義大利電影《美麗人生》對納粹集中營有廣泛的描述。